# جشنواره بین‌المللی فیلم جئونجو
جشنواره بین‌المللی فیلم جئونجو (به انگلیسی: Jeonju International Film Festival) (JIFF) یک جشنواره سالانه فیلم است که هر ساله در شهر جئونجو کره جنوبی برگزار می‌شود. برنامه متنوع جشنواره بین‌المللی فیلم جئونجو شامل بیش از ۱۸۰ فیلم از حدود ۴۰ کشور جهان است. این جشنواره فیلم‌های بلند سینمایی را در گونه‌های مستند، داستانی، انیمیشن و تجربی می‌پذیرد. برنامهٔ جشنواره شامل بخش مسابقه بین‌الملل و سایر بخش‌های جنبی و غیر رقابتی است که در کنار بخش اصلی برگزار می‌گردند.